# Joaquín Molpeceres Sánchez
Joaquín Molpeceres Sánchez (Madrid, Madrid, 20 de abril de 1932) es un empresario español dedicado al sector deportivo. En 1976 es nombrado Vicepresidente de la Federación de Tenis de Madrid, cargo que desempeña hasta el año 1982, en el que es elegido Presidente.  A finales de 2001 el Secretario de Estado y el presidente del Consejo Superior de Deportes le conceden la Real Orden del Mérito Deportivo.

## Biografía

### Carrera empresarial
Su carrera empresarial comienza desde muy joven y siempre estrechamente ligada al mundo del deporte. Los primeros pasos se producen en el Real Club de Tenis de Chamartín, en la capital de España, donde formó parte de su junta directiva. Su pasión por el tenis y la estrecha relación con el extenista José López-Maeso, le llevarán en 1976 a ser vicepresidente de la Federación de Tenis de Madrid. En 1983 asume la presidencia, continuando la labor de organización iniciada por el anterior Presidente D. Jesús Govantes Betes.
A finales del año 1982, su estrecha relación con el periodista Alfonso S. Palomares le lleva a resucitar junto a Heriberto Quesada, la revista Ciudadano. En pocos años, el magazine se convertirá en punto de referencia en los análisis comparativos de España a través de los reportajes de investigación avalados por prestigiosos expertos.  
Es elegido presidente de UFEDEMA (Unión de Federaciones Deportivas  Madrileñas) en el año 2004, cargo que ostentará durante 3 legislaturas consecutivas. En 2015, siendo presidente aún de UFEDEMA, constituye junto con las Federaciones Deportivas de Galicia, País Vasco, Madrid, Murcia, Castilla y León y Andalucía: CUFADE, la confederación de uniones de federaciones autonómicas españolas. En 2016 es nombrado presidente de honor por el excelentísimo Sr. Vicente Martínez Orga (antiguo Presidente de la Real Federación Española de Tiro con Arco)